# Lomo saltado

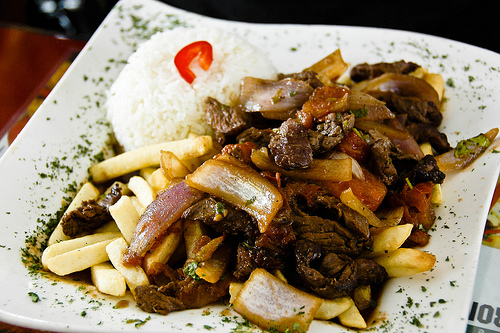
Lomo saltado

Lomo saltado – popularne danie peruwiańskie, należące do chifa, peruwiańskiej odmiany kuchni chińskiej. Danie składa się z pasków wołowiny smażonych na rozgrzanym oleju z sosem sojowym, octem winnym, ostrymi papryczkami (najlepiej odmiany aji amarillo), pomidorami, cebulą, przyprawami i ziemniakami pociętymi w plastry. Podawane jest z białym ryżem. Może być przygotowane w wersji z sosem lub bez.
Potrawa znana była już pod koniec XIX wieku pod nazwami lomito de vaca, lomito saltado lub lomito a la chorrillana.